# Academia Khan
Khan Academy este o organizație non-profit cu profil educațional, creată în 2008 de către Sal Khan cu scopul de a crea un set de instrumente online care să ajute pentru educație. Organizația produce scurte lecții în formă de videoclipuri YouTube. Platforma include, de asemenea, exerciții de recuperare și antrenament, dar și instrumente pentru educatori. Toate resursele sunt disponibile gratuit, oriunde, oricui și oricând. Site-ul principal este în limba engleză, dar sunt, de asemenea, disponibile alte peste 50 de limbi, cum ar fi bengali, hindi și spaniolă. Traducerea și adaptarea în limba română este realizată de către Asociația Invenovi. 

## Istoric
Începând cu anul 2004, Sal Khan a ajutat-o la matematică pe una dintre verișoarele sale, folosind un serviciu de Internet  numit Yahoo Doodle Images. După un timp, ceilalți veri ai lui Khan au început să folosească serviciul său de meditații. Datorită cererii, Khan a decis să facă videoclipuri disponibile pe Internet, așa că și-a publicat conținutul pe YouTube. Mai târziu, el a folosit o aplicație de desen numită SmoothDraw, iar acum folosește o tabletă Wacom pentru a desena folosind ArtRage. Tutorialele sunt înregistrate pe computer utilizând un software de captură de ecran numit Camtasia Studio.
Laudele și răspunsurile pozitive ale elevilor l-au determinat pe Khan să-și dea demisia în 2009 din postul său de analist financiar la Conjunctiv Capital Management și să se concentreze complet pe tutoriale (reunite ulterior sub denumirea de "Khan Academy").
Khan s-a născut în New Orleans din părinți imigranți din Bangladesh și India. După ce a obținut trei licențe de la MIT (un BS în matematică, un BS în inginerie electrică și știința calculatoarelor, și o MEng în inginerie electrică și știința calculatoarelor), a urmat un MBA la Harvard Business School.
Khan Academy a început prin crearea de videoclipuri care s-au axat pe predarea matematicii. De atunci, organizația a angajat mai mult personal și a încărcat materiale din alte discipline, inclusiv istorie, afaceri, știință, arte și informatică. Începând cu 2015, au fost create materiale de învățare pentru peste 5.000 de subiecte diferite. Aceasta are specialiști de conținut care lucrează cu membri ai facultăților pentru a realiza materiale de învățare.
Conținutul organizației a fost tradus și în alte limbi pentru accesibilitate. Prima versiune oficială a fost tradusă în spaniolă, în septembrie 2013. Există, de asemenea, traduceri ale conținutului realizate de către voluntari. Începând cu noiembrie 2016, Academia Khan are șapte site-uri oficiale în alte limbi, și 20.000 de traduceri ale videoclipurilor.
În plus, Khan Lab School, o școală deținută de Khan Academy, a fost deschisă pe 15 septembrie 2014, în Mountain View, California.

## Finanțare
Khan Academy este o 501(c)(3) organizatie non-profit, finanțată în cea mai mare parte prin donații de la organizații filantropice.
În 2010, Google a donat 2 milioane de dolari pentru crearea de noi cursuri și traducerea conținutului în alte limbi, ca parte a Proiectului lor 10100.  În 2013, Carlos Slim de la Fundația Carlos Slim  din Mexic, a făcut o donație pentru crearea versiunii în spaniolă a videoclipurilor. În 2015, AT&T a contribuit cu 2,25 milioane de dolari pentru a face conținutul Khan Academy accesibil prin aplicații pe telefoanele mobile.
Potrivit declarației Khan Academy la US Internal Revenue Service, Salman Khan a primit compensație anuală de peste 350.000 de dolari de la Khan Academy din 2011. În 2015 suma a crescut la 556 000 dolari. În 2013, Shantanu Sinha, președinte și COO, de asemenea, a primit compensație de peste 350.000 de dolari. În perioada 2023-2024, organizația a avut un venit total de 107,3 milioane de dolari, dintre care 64,2 milioane de la sponsori instituționali, 15,3 milioane drept cadouri corporative, 9,0 din cadouri comunitare și din Learner's Fund, iar 12,0 milioane veniturile companiei. În prezent, organizația are aproximativ 1900 de angajați, salariile cărora au fost în total 68,22 milioane de dolari.

## Servicii
Khan Academy oferă:
- o platformă care conține clipuri video, articole, exerciții de antrenament, dar și alte instrumente educaționale și jocuri pentru a face educația accesibilă[29][30] Aceste videoclipuri sunt licențiate sub Creative Commons (BY-NC-SA) 3.0 license.[31]
- conținut din mai multe domenii: matematică, informatică și tehnologie, științe, istoria lumii, istoria artei, economie și finanțe, limba engleză
- rapoarte de progres pentru a ajuta utilizatorii să vadă ceea ce au învățat și recomandări pentru ce pot face în continuare
- aplicație de antrenament cu feedback și evaluare continuă, disponibilă ca proiect open source sub Licență MIT.[32]

## Conținutul
Website-ul Khan Academy (khanacademy.org în engleză, respectiv ro.khanacademy.org) este un wrapper pentru clipuri video care sunt găzduite pe YouTube. Site-ul este menit să fie folosit ca un supliment la videoclipurile sale, pentru că include și alte facilități, cum ar fi urmărirea progresului, exerciții de antrenament, și instrumente de predare. Materialele pot fi accesate și prin intermediul aplicațiilor mobile.
Videoclipurile sunt înregistrate folosind o tabletă grafică, similară cu modul de predare al profesorilor când își desfășoară orele la clasă. Naratorul descrie fiecare desen și modul în care acesta se referă la materialul predat. Grupuri non-profit au distribuit offline, versiuni de videoclipuri și antrenamente în zonele rurale din Asia, America latină și Africa.

### Site-ul
Website-ul generează probleme bazate pe nivelul de calificare și de performanță adaptate conținutului. Khan crede că inițiativa sa prezintă o oportunitate de a transforma clasa tradițională, prin utilizarea de software pentru a crea teste, teme, de a evidenția dificultățile anumitor elevi, și de a încuraja pe cei care învață bine să îi ajute și pe colegii de clasă. Tutorialele sunt gândite ca un ajutor pentru că, printre alte facilități, ele pot fi întrerupte de către elevi, spre deosebire de orele de la clasă.
În 2010, a introdus insignele, ca parte a unui program de promovare a învățării prin joc. În prezent, există 6 niveluri principale de insigne, cu sute de insigne diferite în total.

## Criticile
Khan Academy a fost criticată pentru că Salman Khan nu are un fundal în pedagogie. Unele declarații făcute în unele videoclipuri au fost puse, de asemenea, sub semnul întrebării. Ca răspuns la aceste critici, organizația a corectat erorile din videoclipurile sale, și-a extins domeniul și a construit o rețea de specialiști în conținut. Alții au prezentat date care arată că videoclipurile Khan sunt mai puțin eficiente decât cele ale altor editori și că ideea de a scrie cu cretă pe tablă este mai puțin captivantă pentru elevi decât alte stiluri de video, cum ar fi desenele animate.
Într-un interviu din ianuarie 2016, Khan a apărat valoarea cursurilor on-line ale Khan Academy, dar a recunoscut și limitările lor: "cred că sunt valoroase, dar n-aș spune că ele constituie o educație completă."

## Recunoașterea
Khan Academy a câștigat recunoașterea la nivel național și internațional:
- Bill Gates a vorbit despre Khan Academy la Aspen Ideas festival.[50]
- În 2010, proiectul Google 10100 a oferit 2 milioane de dolari pentru a sprijini crearea de cursuri, pentru a permite traducerea de conținut a Academiei Khan și pentru a permite angajarea de personal suplimentar.[51]
- În noiembrie 2011, Academia Khan a primit un grant de 5 milioane de dolari de la fundația O'Sullivan cu sediul în Irlanda.[52]
- În aprilie 2012, fondatorul și directorul executiv al Khan Academy, Salman Khan, a fost listat printre cele mai influente 100 de persoane pentru anul 2012.[53]
- În 2013, Fundația Carlos Slim cu sediul în Mexic a făcut o donație către Academia Khan pentru a-și extinde biblioteca spaniolă de videoclipuri.[23]
- Khan a fost unul dintre cei cinci câștigători din 2014 ai premiului Heinz. Premiul a fost în domeniul "Condiția Umană." [54]
- În iulie 2014, U.S. Department of Education a lansat un studiu aleator în valoare de 2.2 milioane de dolari pentru a evalua eficacitatea Academiei Khan.[55] Procesul se va concentra pe matematică și va avea loc în anul școlar 2015-2016.[56]
- În iunie 2015, SAT și Colegiul de conducere au încheiat un parteneriat cu Khan Academy pentru crearea de conținut specific pentru pregătirea pentru testul standardizat SAT. Scopul colegiului de conducere în vederea pregătirii pentru Noul SAT, a fost de a face resursele SAT mai accesibile și de a determina mai mulți oameni să meargă la facultate.[2][3]
- În luna august 2015, Khan Academy a încheiat un parteneriat cu Disney & Pixar Animation Studios pentru a lansa Pixar într-o casetă de pe Khan Academy. Scopul este de a arăta cum sunt folosite conceptele academice pe care elevii le învață în școală pentru a rezolva provocările creative în realizarea de filme Pixar.[57]

## Link-uri externe
- Platforma în limba română
- Canalul YouTube în limba română
- Comunitatea Facebook în limba română
- Materiale media legate de Academia Khan la Wikimedia Commons